# 马家川乡
马家川乡是中国陕西省榆林市绥德县下辖的一个乡。

## 行政区划
马家川乡下辖以下行政区：
马家川村、宽滩村、安上村、庙沟村、前任山村、后任山村、梁家甲村、李能沟村、高墕村、瓦窑沟村、石咀村、郝家坪村、张家沟村、延家坪村、延家畔村、延家墕村、延家岔村、张家山村、郭家坪村、薛家坪村、邢家沟村